# Ross Mathews
Ross Mathews, född 24 september 1979, är en amerikansk programledare och tv-personlighet. Han blev känd som praktikant och korrespondent i The Tonight Show with Jay Leno, där han i rutan kallades Ross the Intern, ”Praktikanten Ross”.
Mathews har sedan medverkat i Celebrity Fit Club, The Insider, Celebrity Big Brother och som återkommande panelmedlem i Chelsea Lately. Han är domare i RuPaul's Drag Race, leder en veckovis podcast med Westwood One Studios och medverkar som programledarassistent i The Drew Barrymore Show. Han har även varit medvärd för Live from E! och reporter i The Jay Leno Show.

## Uppväxt
Mathews växte upp i Mount Vernon i Washington. Han tog examen från Mount Vernon High School  och senare från University of La Verne i La Verne, Kalifornien, år 2002. Han studerade kommunikation och deltog i tävlingar i tal och debatt.

## Karriär
Mathews började som praktikant i The Tonight Show med Jay Leno. Från och med december 2001 rapporterade han från filmpremiärer, Oscarsgalan, två vinter-OS och andra evenemang.
Mathews anslöt sig till jurypanelen i RuPaul’s Drag Race med sporadiska framträdanden under de tidigare säsongerna, och med mer regelbunden medverkan från och med säsong 7. År 2010 gick Mathews med i E! Networks röda mattan-team, där han ersatte Ryan Seacrest som medvärd tillsammans med Giuliana Rancic under E! Live From the Red Carpet-bevakningen av Screen Actors Guild Awards 2011, Emmygalan 2010, Golden Globe-galan 2011 och Oscarsgalan 2011.

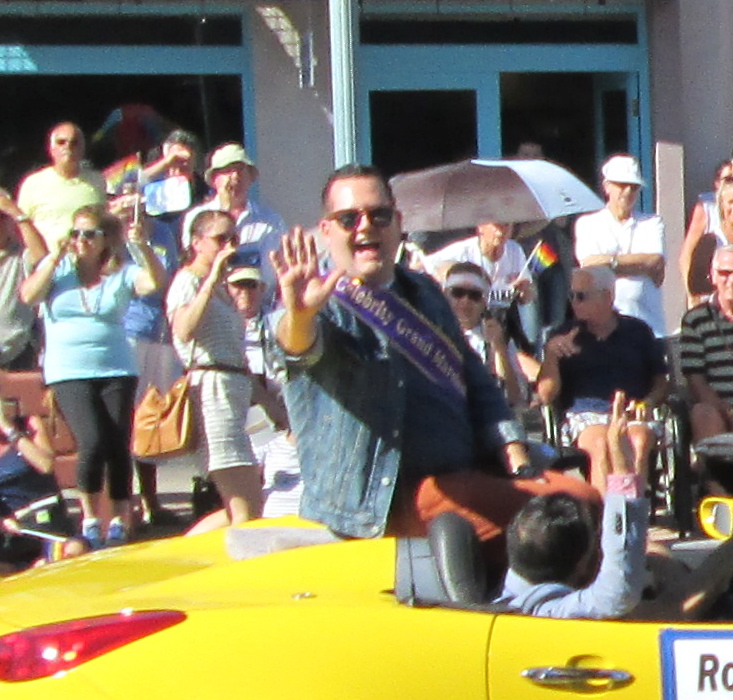
Ross Mathews vid prideparaden i Palm Springs 2013

## Privatliv
Mathews är öppet homosexuell.  Från 2008 till 2018 hade han ett förhållande med stylisten Salvador Camarena.   År 2013 medverkade paret i ett avsnitt av House Hunters när de letade efter ett hem i Palm Springs.
Den 23 februari 2021 tillkännagav Mathews sin förlovning med Wellinthon García, en skoladministratör från Long Island, New York. Den 7 maj 2022 gifte sig Mathews och García vid en ceremoni i Puerto Vallarta, Mexiko.

## Filmografi

### Film
- The Bitch Who Stole Christmas (2021)

### Tv
| År           | Titel                               | Roll        | Anmärkning                                |
| ------------ | ----------------------------------- | ----------- | ----------------------------------------- |
| 2006–2013    | The Tonight Show with Jay Leno      | Sig själv   | Korrespondent (62 avsnitt)                |
| 2007         | Celebrity Fit Club                  | Deltagare   | Säsong 5 (8 avsnitt)                      |
| 2008–2011    | Våra bästa år                       | Chris       |                                           |
| 2012         | Interior Therapy with Jeff Lewis    | Sig själv   | Gäst (1 avsnitt)                          |
| 2012         | RuPaul's Drag Race                  | Sig själv   | Gästdomare (1 avsnitt)                    |
| 2015–present | RuPaul's Drag Race                  | Huvuddomare | Säsong 7–nutid                            |
| 2012–2016    | RuPaul's Drag Race All Stars        | Sig själv   | Gästdomare (4 avsnitt)                    |
| 2018–present | RuPaul's Drag Race All Stars        | Huvuddomare | Säsong 3–nutid                            |
| 2018         | Celebrity Big Brother               | Deltagare   | Säsong 1, andra plats (13 avsnitt)        |
| 2019         | Celebrity Big Brother               | Gäst        | Säsong 2 (1 avsnitt)                      |
| 2020–present | The Drew Barrymore Show             | Sig själv   | "Drew's News"                             |
| 2021         | Adorableness                        | Medvärd     | Säsong 1                                  |
| 2023         | And Just Like That...               | Sig själv   | Avsnitt: ”February 14th”                  |
| 2024         | RuPaul's Drag Race Global All Stars | Gästdomare  | Avsnitt: ”Everybody Say Love Girl Groups” |

1. ↑  läs online, lasvegasweekly.com  .[källa från Wikidata]
2. ↑  ”About”. Ross Mathews verified Facebook page. https://www.facebook.com/pg/HelloRoss/about/.
3. ↑  Mathews in ”Arkiverade kopian”. Arkiverad från originalet den 12 juli 2017. https://web.archive.org/web/20170712082611/http://www.sgn.org/sgnnews41_19/page24.cfm. Läst 9 juni 2025.
4. ↑  ”Arkiverade kopian”. Pressmeddelande.  Läst 2025-06-09. Arkiverad från originalet den 2007-09-27.
5. ↑  ”Arkiverade kopian”. Arkiverad från originalet den 26 juni 2007. https://web.archive.org/web/20070626213601/http://www.ulv.edu/comms/lvm/sp02/ross.htm. Läst 9 juni 2025.
6. ↑  Tracy E. Gilchrist (June 10, 2008). "This Gay Week in Television: Bea Arthur, Courteney Cox" Arkiverad 28 juni 2008 hämtat från the Wayback Machine. Arkiverad June 28, 2008. Gay Wired. "Lest we forget that Jay helped launch the adorable gay intern Ross Mathews' career."
7. ↑  Deeken, Aimee (August 17, 2010). They both announced their break up on Instagram on November 25, 2018."'Chelsea Lately': Ross Mathews Wants a 'Gayby' Like Neil Patrick Harris (VIDEO)" Arkiverad 12 november 2014 hämtat från the Wayback Machine. Arkiverad . The Huffington Post.
8. ↑  Jung, Helin (November 29, 2011). "Ross Mathews's Soft Spot: His 'Mutty-Mutt' Dogs" Arkiverad 15 februari 2012 hämtat från the Wayback Machine. Arkiverad . People.
9. ↑  "TV Personality Looks for a Mid-Century Retreat in Palm Springs" Arkiverad . HGTV.
10. ↑  . https://www.newsday.com/entertainment/celebrities/ross-mathews-engaged-wellinthon-garcia-1.50170112.
11. ↑  ”Ross Mathews Marries Fiancé Wellinthon García in Mexico — with Flower Girl Drew Barrymore!”. https://people.com/tv/ross-mathews-marries-fiance-wellinthon-garcia-in-mexico/.